# Karongasaurus
Karongasaurus gittelmani
Genre
Espèce
Karongasaurus est un genre éteint de dinosaures sauropodes, un 
titanosaure basal du Crétacé inférieur découvert au Malawi dans les « bancs à dinosaures », datés de l'Aptien. 
L'espèce type et seule espèce Karongasaurus gittelmani, a été décrite par Elizabeth Gomani en 2005.

## Découverte
Karongasaurus n'est connu que par un os dentaire gauche et quelques dents isolées, à la différence de Malawisaurus un autre titanosaure, mais plus dérivé, des « bancs à dinosaures », dont les restes fossiles sont plus fréquents. Quelques vertèbres indéterminées pourraient également appartenir à Karongasaurus ou à un autre titanosaure différent de Malawisaurus.

## Description
Le dentaire est peu profond, il porte au moins 12 dents courtes (environ 25 mm de long), fines et coniques. Cette morphologie des
dents de Karongasaurus le distingue entre autres des genres Brachiosaurus, Camarasaurus, Mamenchisaurus et Malawisaurus. Son crâne était probablement peu élevé.

## Classification
Ses inventeurs font de Karongasaurus un titanosaure basal, une classification confirmée par P. D.  Mannion et J. O. Calvo en 2011.